# Secemin

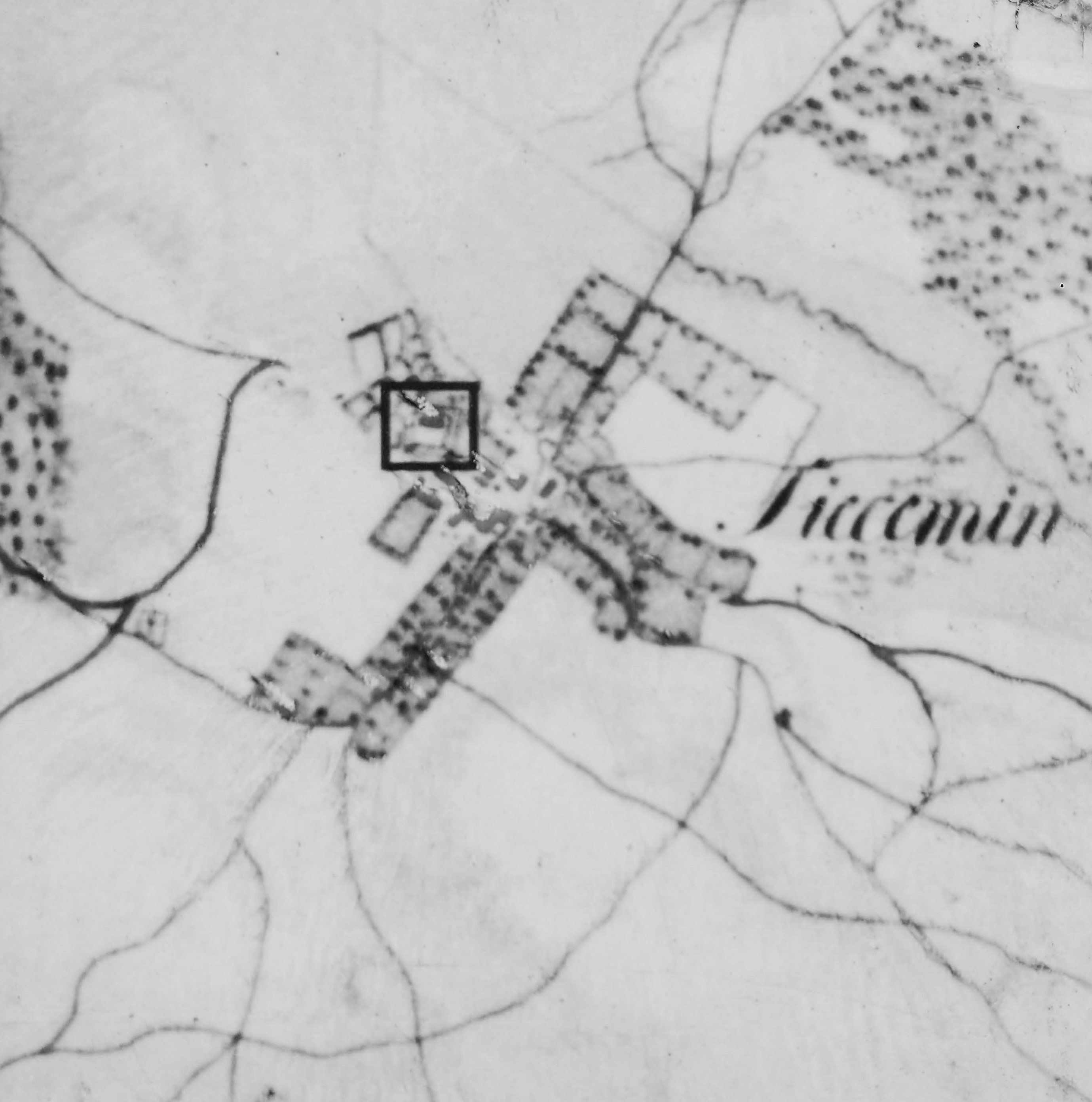
Secemin auf der Meyer-Karte von 1801

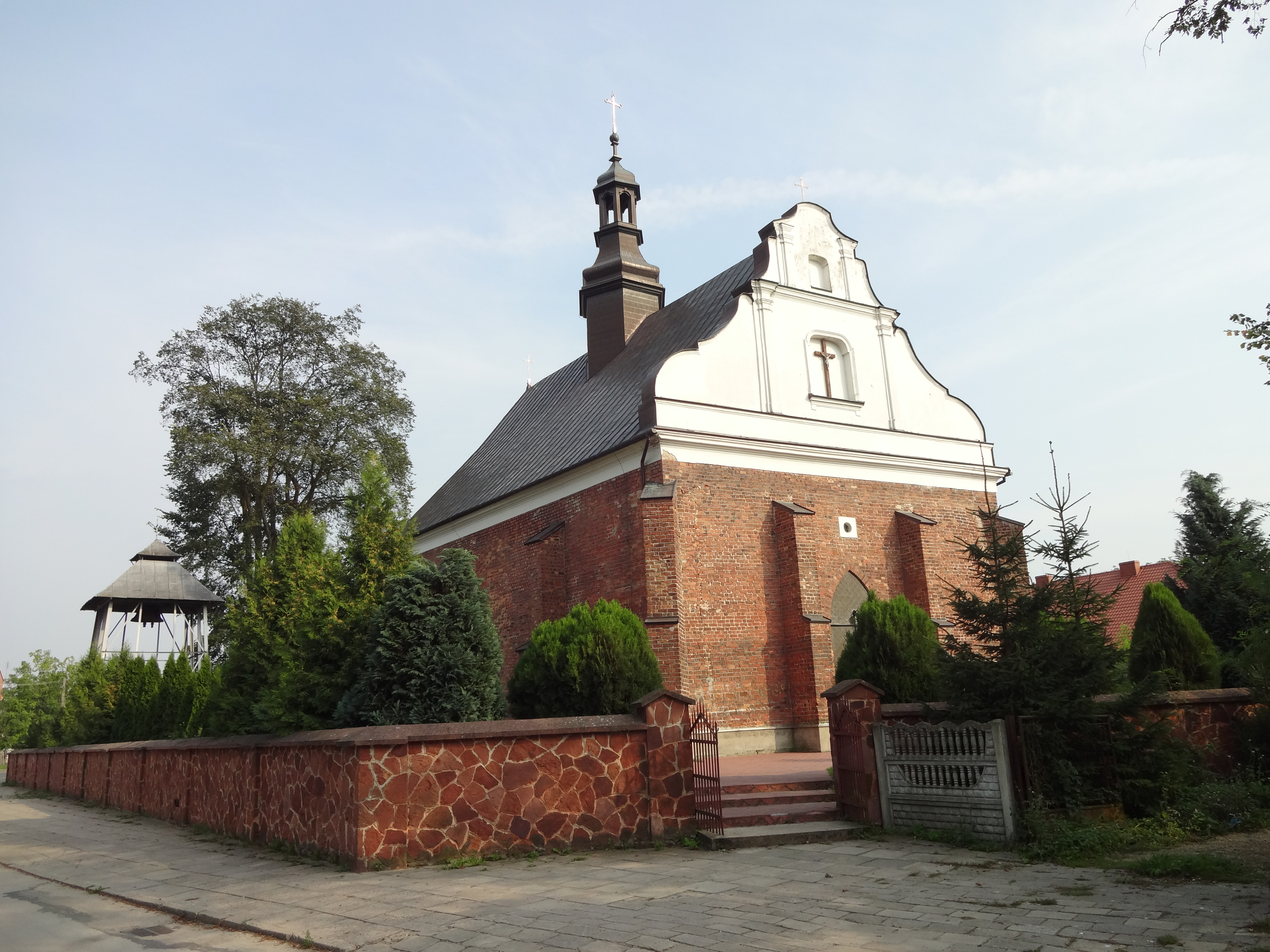
Römisch-katholische Kirche in Secemin, früher eine evangelisch-reformierte Kirche

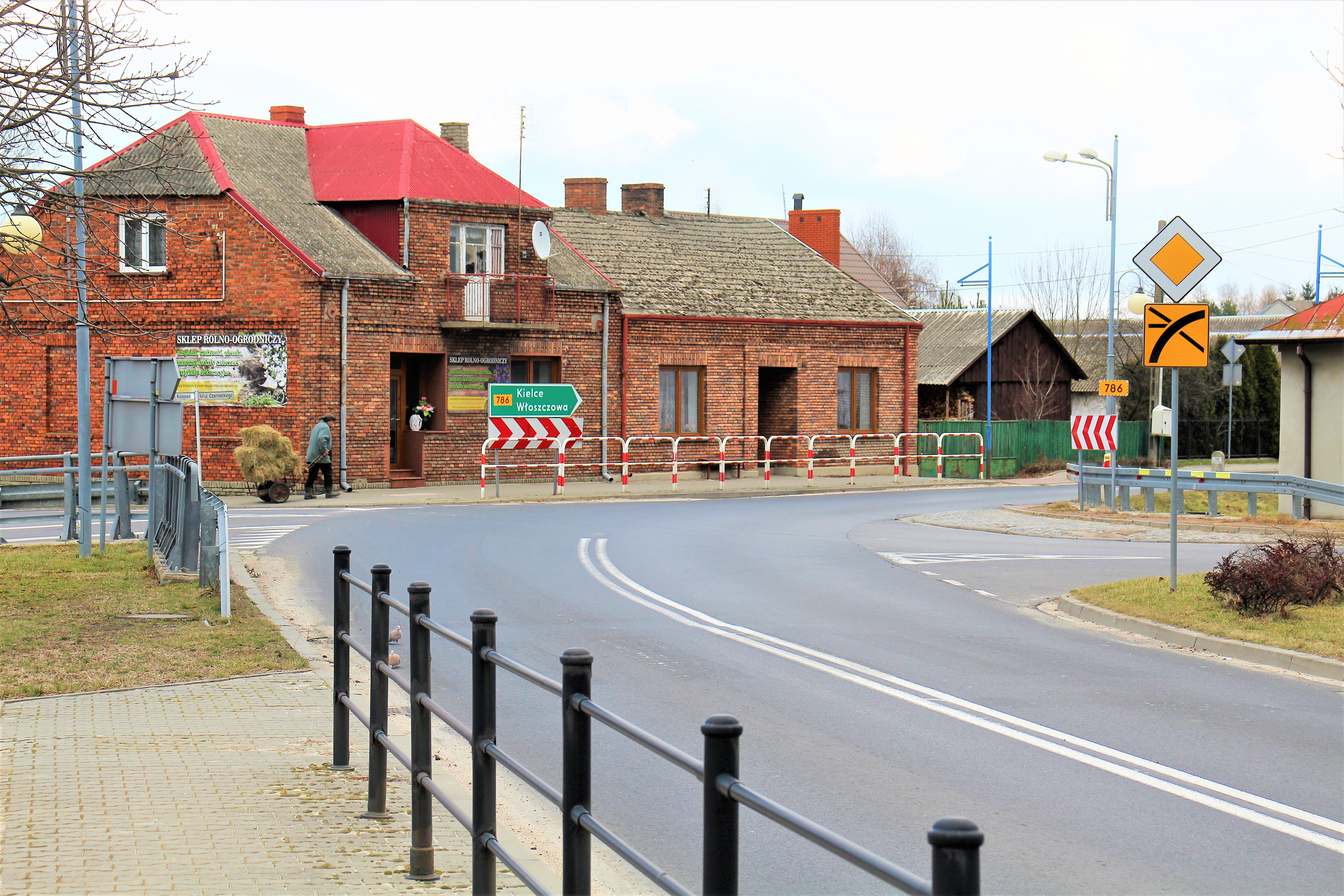
Ein Teil des Zentrums

Secemin ist ein Dorf in Polen, gelegen in der Woiwodschaft Heiligkreuz, im Powiat Włoszczowski, in der Gmina Secemin. Es ist der Sitz der Gmina Secemin. Laut den Daten aus dem Jahr 2021 betrug die Einwohnerzahl von Secemin 1247. Früher war es eine Stadt; das Stadtrecht wurde vor 1370 verliehen und 1869 aberkannt.
In den Jahren 1975–1998 gehörte das Dorf administrativ zur Woiwodschaft Tschenstochau.

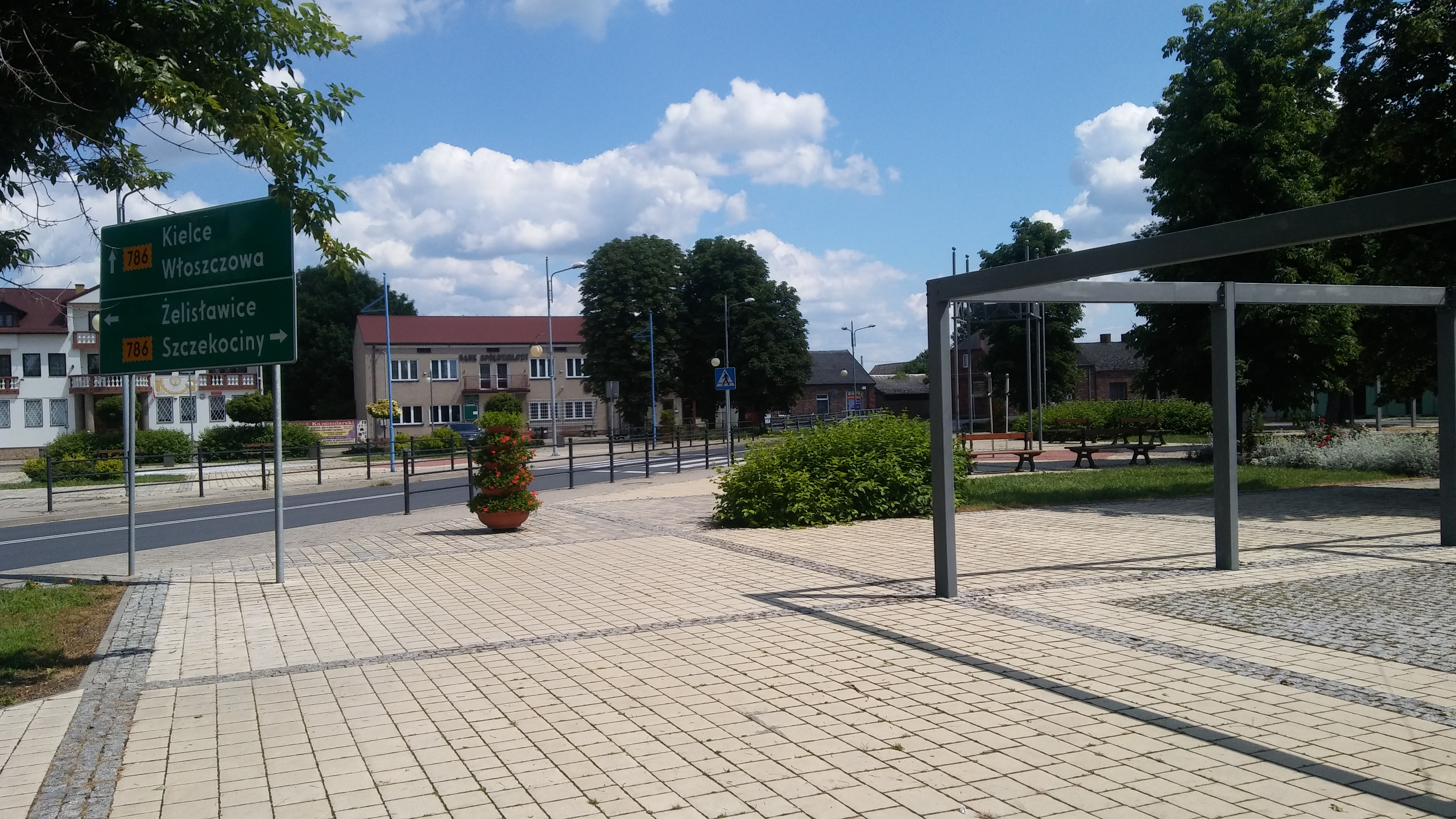
Der Marktplatz in Secemin

## Geschichte
Die erste Erwähnung von Secemin stammt aus dem Jahr 1326. Die Siedlung wurde als Sitz einer Pfarrei genannt, die 288 Einwohner zählte und eine Fläche von 57 km² umfasste. Im Jahr 1401 erhielt Secemin auf Grundlage eines Privilegs von Władysław II. Jagiełło das Stadtrecht. Gleichzeitig verlieh der König Piotr Szafraniec den Eigentumstitel der Stadt sowie das Recht zur Erhebung von Brückenzöllen.
Im Jahr 1517 gewährte Sigismund I.  ein Privileg, das die Bürger von Secemin von Marktgebühren im gesamten Land befreite. Der König erlaubte zudem zwei Jahrmärkte pro Jahr.
Im Jahr 1540 hatte Secemin 40 Hufen, 60 Gärten, eine Mühle, einen Gutshof mit Vorwerk, ein Badehaus sowie 9 Teiche. Zur Stadt gehörte die Vorstadt Nawsie. Das Handwerk war in der Stadt gut entwickelt. Im Jahr 1532 wurde hier eine Töpferzunft gegründet.
Im Jahr 1558 wandelte Stanisław Szafraniec die örtliche katholische Kirche in eine calvinistische Kirche um. Felix von Szczebrzeszyn wurde zum Prediger der Gemeinde ernannt. Zwischen 1556 und 1616 fanden dort calvinistische Synoden statt. Während der Synode im Jahr 1556 wurde in Polen zum ersten Mal offen gegen das Dogma der Dreifaltigkeit opponiert, was zur Abspaltung der Bewegung der Polnischen Brüder führte.
Die Stadt war während der Reformation ein bedeutendes kulturelles Zentrum. Die örtliche Schule fungierte zeitweise als Zweigstelle der Rakauer Akademie. In dieser Zeit wechselte ein großer Teil der Stadtbewohner, wenn nicht sogar die Mehrheit, zum Calvinismus.
Nach dem Aussterben der Familie Szafraniec gelangte die Stadt in die Hände neuer Besitzer, die 1617 das Gebäude der Gemeinde an die Katholiken übergaben. Danach wechselte der Besitz der Stadt häufig. Sie gehörte nacheinander den Familien Dembiński, Czarnocki, Machocki und Lohmann. Im Jahr 1869 verlor Secemin das Stadtrecht.
Im Jahr 1939 geriet die Stadt durch den deutschen Überfall auf Polen unter deutsche Besatzung. Die Einnahme von Secemin am 16. Januar 1945 durch Soldaten der 52. Armee oder der 5. Garde-Armee während der Januaroffensive der Roten Armee beendete die Herrschaft des Dritten Reiches in der Region.
Im Jahr 1960 hatte Secemin 1.802 Einwohner, von denen 50 % in der Landwirtschaft tätig waren.

## Verkehr

### Straßenverkehr
Durch Secemin verläuft die Woiwodschaftsstraße Nr. 786, die Kielce mit Częstochowa verbindet. Es ist die Hauptstraße, die die Verbindung der Ortschaft mit größeren städtischen Zentren in der Region gewährleistet. Zusätzlich führen durch Secemin lokale Straßen, die das Dorf mit den umliegenden Ortschaften verbinden und die Anfahrt zu anderen Teilen der Gemeinde ermöglichen.

### Schienenverkehr
Der nächstgelegene Bahnhof von Secemin ist der Bahnhof in Włoszczowa, etwa 10 km entfernt. Er befindet sich an der Bahnstrecke zwischen Częstochowa und Kielce.
In Włoszczowa gibt es auch den Bahnhof Włoszczowa Nord (Włoszczowa Północ), der an der Hochgeschwindigkeitsstrecke zwischen Warschau und Krakau liegt. Dieser Bahnhof ermöglicht direkte Verbindungen zu vielen polnischen Großstädten wie Warschau, Krakau, Wrocław oder Gdańsk sowie internationale Reisen.

### Luftverkehr
Der nächstgelegene Flughafen von Secemin ist der Flughafen Katowice-Pyrzowice, etwa 100 km südwestlich der Ortschaft gelegen. Weitere nahegelegene Flughäfen sind der Flughafen Krakau-Balice, benannt nach Papst Johannes Paul II., etwa 130 km südlich, sowie der Władysław-Reymont-Flughafen Łódź, etwa 140 km nordwestlich von Secemin.

## Persönlichkeiten
- Bartłomiej Wincenty Ściegienny – in Secemin geboren, Diplomierter Oberstleutnant der Infanterie der Polnischen Armee, Fallschirmagent der Cichociemni

## Denkmäler
- Gotische Kirche zu Ehren der Heiligen Katharina und des Heiligen Johannes des Evangelisten aus dem Jahr 1402; ab 1554 protestantisches Bethaus; 1617 an die Katholiken zurückgegeben; im 18. Jahrhundert umgebaut
- Überreste eines Wassergrabens aus dem 16. Jahrhundert, der die ehemalige Residenz der Familie Szafraniec umgab
- Park, angelegt in der Mitte des 18. Jahrhunderts
- Pfarrhaus aus der Wende vom 19. zum 20. Jahrhundert